# Ricardo Pepi
Ricardo Daniel Pepi (ur. 9 stycznia 2003 w El Paso w stanie Teksas) – amerykański piłkarz pochodzenia meksykańskiego grający na pozycji napastnika w holenderskim klubie PSV oraz reprezentacji Stanów Zjednoczonych.

## Kariera
Ricardo Pepi całą swoją karierę spędził w Dallas. W wieku 13 lat trafił do juniorskiej sekcji FC Dallas. Seniorską karierę rozpoczął w North Texas SC, czyli drugiej drużynie FC Dallas. Równocześnie występował również w pierwszym zespole.
W reprezentacji Stanów Zjednoczonych zadebiutował 8 września 2021 w starciu z Hondurasem. W tym samym meczu zdobył pierwszą bramkę.